# Età paleo-babilonese

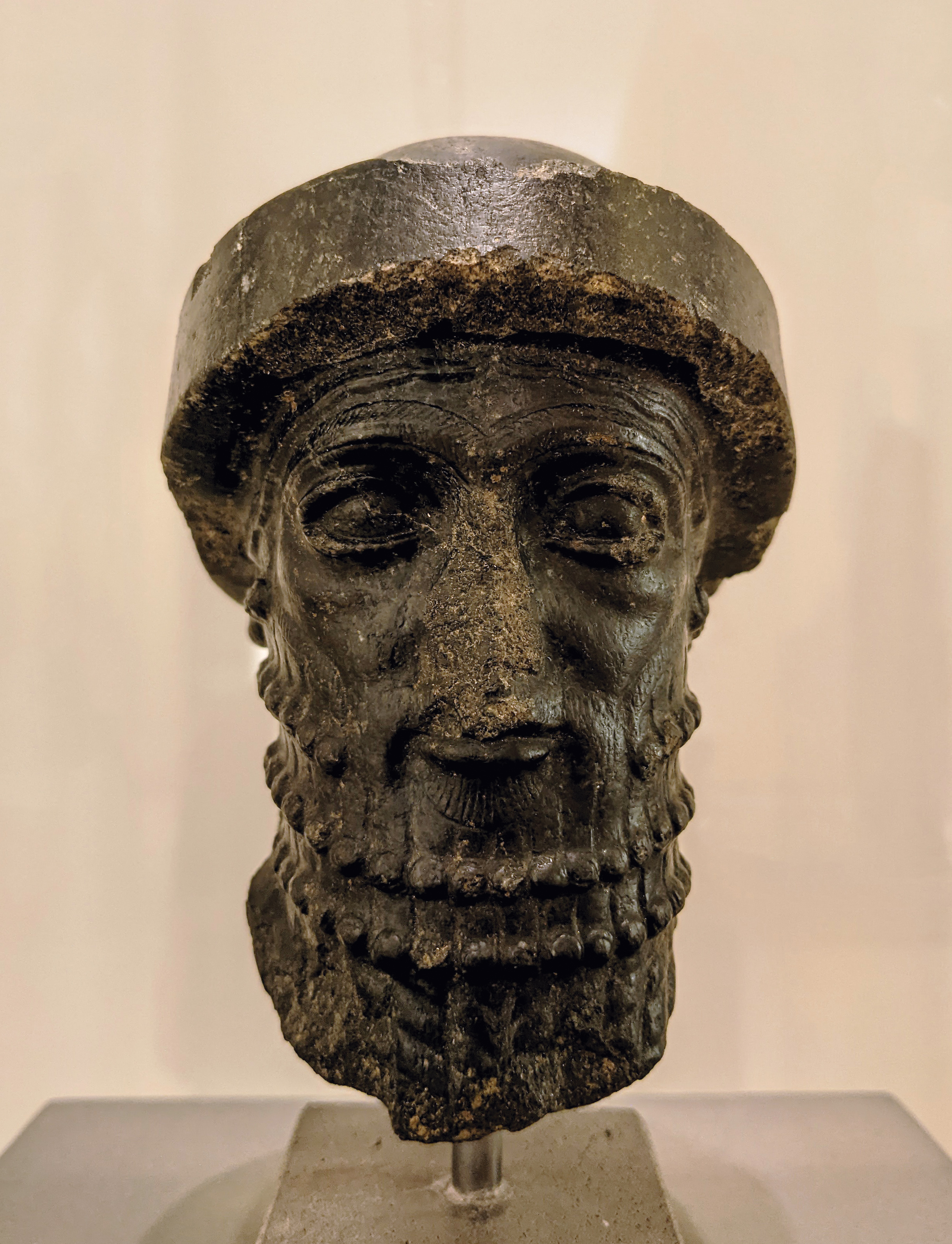
La cosiddetta "testa di Hammurabi"

L'età paleo-babilonese è una fase storica del Regno di Babilonia, frutto di una periodizzazione operata dai moderni.
La storia della Babilonia, regno e poi regione storica della Mesopotamia che prende il nome da Babilonia, il suo centro più importante, nasce verso la fine del III millennio a.C., con il crollo della cosiddetta Terza dinastia di Ur (Ur III), l'ultimo stato dominato dai Sumeri. Sotto Ur III, la città di Babilonia era un centro tra altri, che partecipava ad un sistema di tassazione (bala) concepito perché i vari centri contribuissero alla prosperità della capitale dell'impero, Ur.
Dopo il crollo di Ur III, le varie città che avevano partecipato al bala iniziarono a guerreggiare tra di loro. Tutti questi centri erano città-stato e il loro potere giungeva poco oltre le mura di cinta, ma dietro questi piccoli conflitti la prospettiva era sovra-regionale e andava dalla Siria all'altopiano iranico. In particolare, la futura regione della Babilonia, alcune parti della Mesopotamia settentrionale e la regione del medio Eufrate appartenevano ad un'unità linguistico-culturale amorrea: gli Amorrei erano una popolazione semita seminomade che si trovava in Mesopotamia già nel III millennio.
Nel II millennio a.C., gli Amorrei si fusero via via con le antiche popolazioni accadiche e amorrei furono alcuni re di diverse città-stato mesopotamiche, inizialmente nel nord dell'alluvio, poi anche nella Bassa Mesopotamia.
Nella parte meridionale della Mesopotamia, dopo il crollo di Ur III, si affermò la Seconda dinastia di Isin (Isin II). Fu un re di questa dinastia, Lipit-Ishtar, a far realizzare il primo "codice" babilonese, riprendendo una tradizione che rimontava ai tempi di Ur-Nammu, fondatore di Ur III. Sempre nel sud, si affermò poi la casa reale di Larsa, il cui ultimo re, Rim-Sin, riuscì infine a conquistare Isin. Fu negli ultimi anni di Rim-Sin che il sesto re della dinastia amorrea della città-stato di Babilonia, Hammurabi (1792-1750), giunse ad espandere la propria area di influenza e a fondare il regno di Babilonia: ai propri inizi, il nuovo regno si estendeva dal Mare inferiore (il Golfo Persico) alla città di Mari sul medio Eufrate.

## Periodizzazione
Il periodo che va dal crollo della Terza dinastia di Ur alla fine della I dinastia babilonese, della durata di circa 400 anni (2004-1595), è generalmente indicato come età paleo-babilonese. La prima parte di questo periodo prende il nome di "Prima età paleo-babilonese" o di Periodo di Isin-Larsa, dal nome dei due centri che nel "paese interno" ereditarono la centralità che era stata di Ur. È indicato invece come "Tarda età paleo-babilonese" il periodo che va dal 1711 al 1595, cioè il periodo successivo ai regni di Hammurabi e del figlio di questi, Samsu-iluna.

## La Mesopotamia prebabilonese

### Periodo Protodinastico

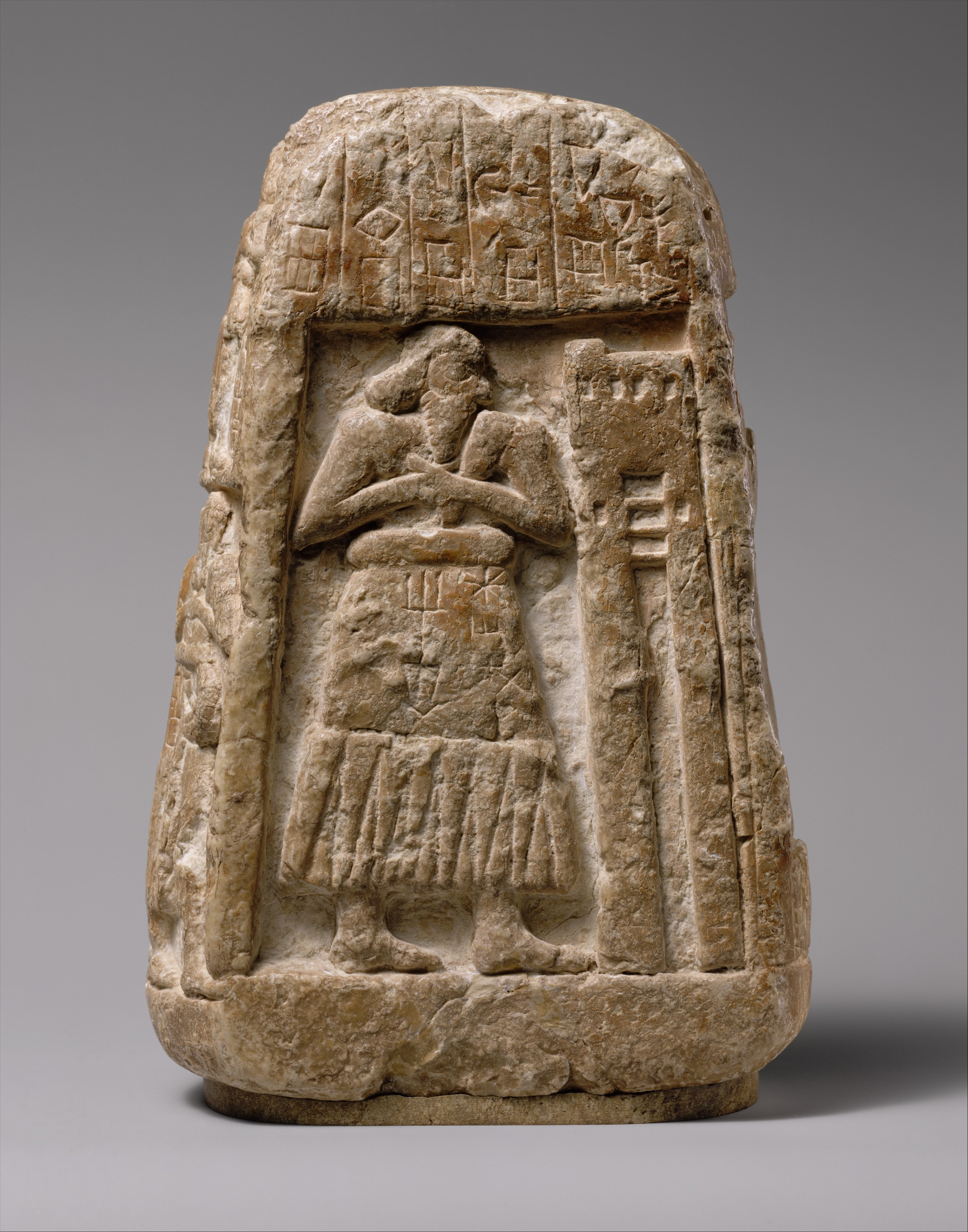
La Stele di Ushumgal, proveniente forse da Umma, che ritrae il sacerdote Ushumgal (𒀭𒃲𒁔, ^{D}ushumgal), 2900-2700 a.C.

Le prime notizie propriamente storiche dell'area della futura regione babilonese risalgono al Periodo Protodinastico (2900-2350 a.C.).
Per lungo tempo, la produzione scribale si limitò a liste lessicali e alla registrazione di transazioni. Le prime iscrizioni reali rimontano al 2600, così come le prime forme di testo letterario (da Shuruppak e da Abu Salabikh, città il cui nome antico è ignoto). È solo a partire dall'ultimo secolo del Protodinastico (2450-2350) che in Mesopotamia si producono testi che rappresentano fonti utili per la storiografia moderna e comunque quasi esclusivamente in relazione alla città di Lagash. La letteratura mesopotamica posteriore, in particolare quella di Ur III e quella paleo-babilonese, produrrà testi centrati su questa fase protodinastica, come la Lista reale sumerica, la Cronaca del Tummal e i cicli epici sui mitici re sumeri degli inizi, quelli su Enmerkar (Enmerkar e il signore di Aratta e Enmerkar e Enshuhgirana), quelli sul suo successore Lugalbanda (Lugalbanda nella grotta della montagna e Lugalbanda e l'uccello Anzu) e sul figlio di questi, Gilgamesh (l'Epopea di Gilgamesh). Tali testi diverranno oggetto di studio ed esercitazione nelle scuole scribali, ma si tratta di testi avari di reali informazioni storiche.
Il Protodinastico IIIb viene anche indicato come "fase proto-imperiale", perché tra i re dell'epoca tende ad affermarsi una propensione universalistica: tra i sovrani la cui egemonia si presenta assai più significativa rispetto al passato si segnalano Lugalannemundu, re di Adab, e Lugalkiginedudu, un re di Uruk che dichiara di essersi impossessato della città di Ur. Il culmine di questo processo di unificazione (o regionalizzazione) del potere nell'area è rappresentato dall'operato di Lugalzaggesi, re di Uruk, che avrebbe sottomesso tutta la Bassa Mesopotamia e che si attribuì il titolo di lugal kamala ('re del paese'), tanto da poter essere considerato il primo fondatore di un "impero".
Di norma, la ricerca storica sul Periodo Protodinastico ignora il ruolo che ebbe in quella fase la città di Babilonia. Esiste tuttavia una possibile traccia della sua esistenza nel Protodinastico, ovvero un'iscrizione in lingua paleo-accadica su pietra calcarea conservata nella Babylonian Collection dell'Università di Yale, che si suppone della fase IIIa (2600-2450 ca.). In essa si parla di un re di "Babbir", il cui nome non ci è pervenuto, figlio di Ahu-ilum e costruttore del tempio di Marduk (dAMAR.UTU). Questo re di Babbir (ENSI BAR.KI.BAR) può agevolmente essere interpretato come "re di Babilonia" se si sposta il determinativo per toponimi KI alla fine (BAR.BAR.KI), cosa possibile se si tiene in conto la relativa libertà nell'ordine dei logogrammi che ci si riservava durante il Protodinastico nei testi delle iscrizioni monumentali. La duplicazione dei logogrammi normalmente veicolava una sottile differenza fonetica, di modo che letture come Babbar, Babra o Babbara sono possibili. Babbar o Babbir potrebbero essere stati antichi nomi della città e Babbil è un esito probabile (con scambio delle consonanti liquide /r/ e /l/).

### L'Impero di Akkad

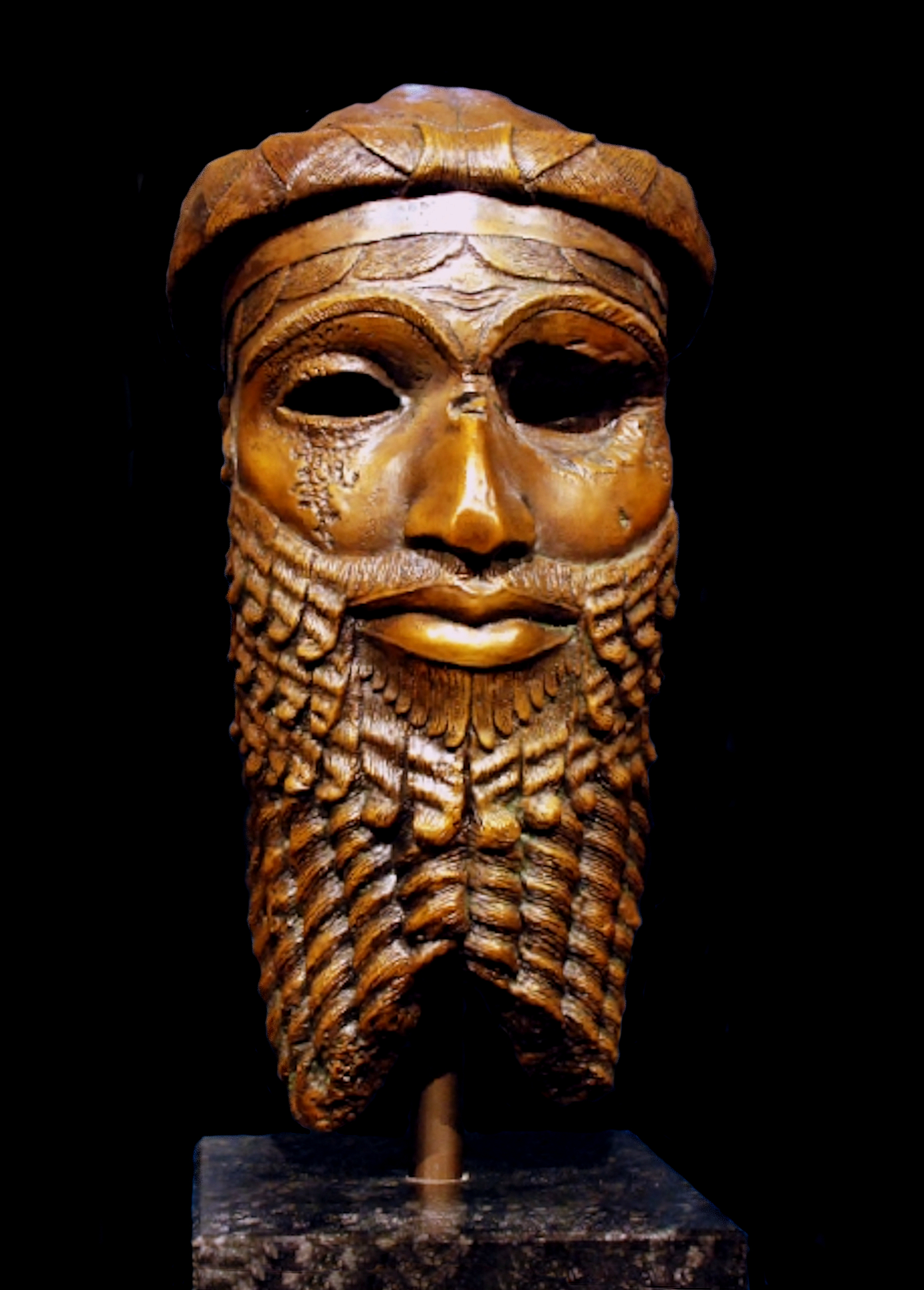
Testa in bronzo di sovrano accadico (forse Sargon o Naram-Sin)

Le imprese di Lugalzaggesi segnano la fine del Periodo Protodinastico. Egli si trovò però presto ad affrontare un altro dinasta, Sargon (Šarru-kīn, 'il re è legittimo'), un homo novus che la tradizione posteriore indicherà come coppiere del re di Kish Ur-Zababa. Sargon era un semita, membro di una popolazione nomade, proveniente, secondo la tradizione, dal deserto siro-arabico, che dal nome della capitale da lui fondata, Akkad (Agade), verrà ricordata con il nome di "Accadi". Genti accadiche erano presenti in Mesopotamia fin dal Proto-Dinastico II e III (2750-2350 a.C.). Gli Accadi rappresentano la vistosa manifestazione storica di un fenomeno di lungo periodo, cioè la "coabitazione", in ambito mesopotamico, di popolazioni semite e sumere, fenomeno che risale almeno al IV millennio a.C.
La storia della dinastia di Akkad si impresse con molta forza nell'immaginario collettivo dell'epoca e la figura di Sargon, così come quella del nipote Naram-Sin, fu oggetto di numerosissime composizioni letterarie mesopotamiche: Sargon diventerà un modello per i successivi re mesopotamici.
Fondamentale per la storia babilonese e mesopotamica futura risulta la diffusione della lingua accadica, una lingua semitica orientale che si affermò nel tempo come lingua dell'amministrazione e delle iscrizioni reali.

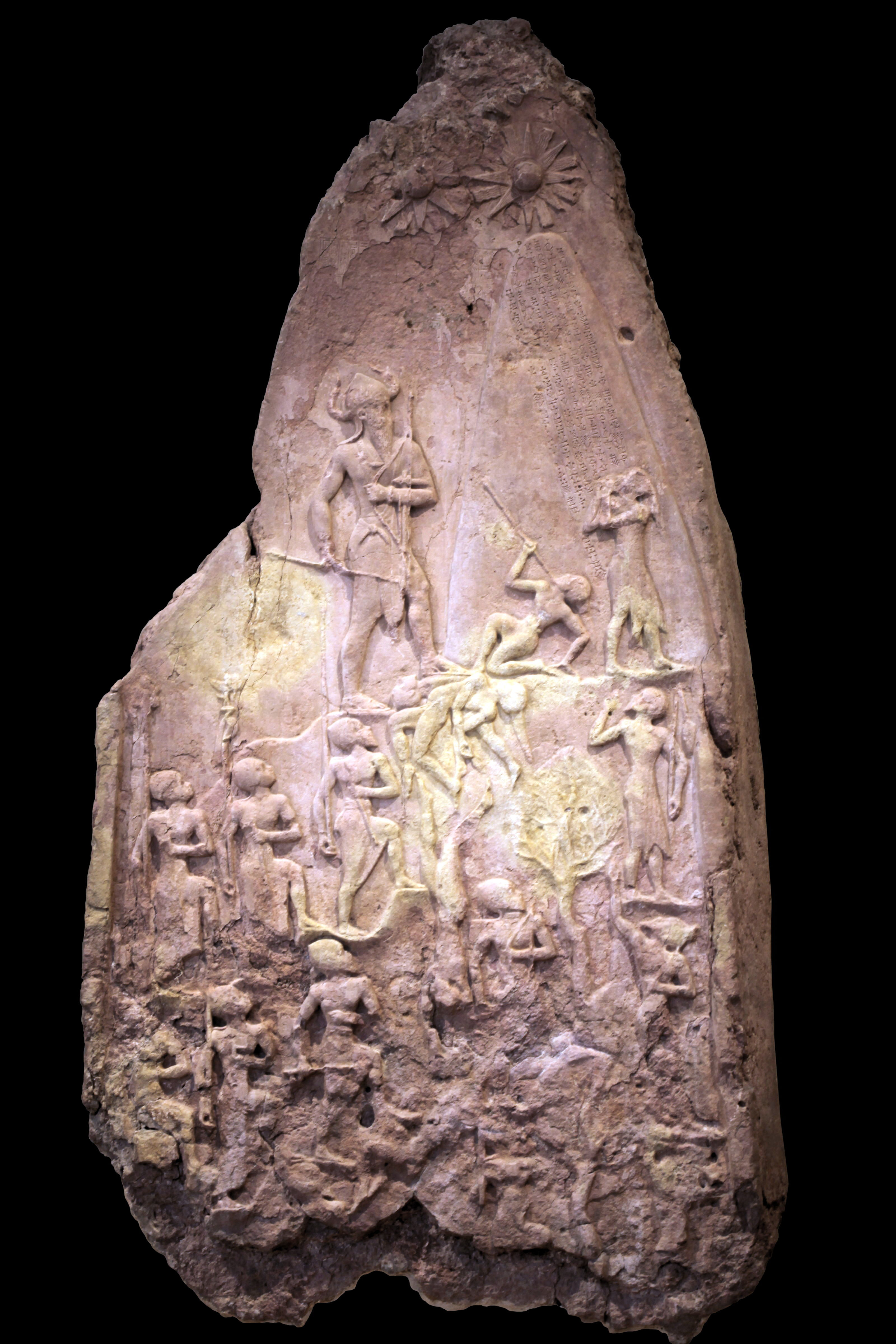
La Stele di Naram-Sin conservata al Museo del Louvre, Parigi (dimensioni 2x1m ca.), in pietra calcarea, celebra la vittoria del re accadico sui Lullubiti, una popolazione montana degli Zagros: il re indossa la tiara cornuta degli dèi; l'iscrizione posta sulla montagna fu poi aggiunta dal re elamita Shutruk-Nakhunte quando recò la stele a Susa.

Dopo Sargon, il re più importante della dinastia accadica risulta suo nipote Naram-Sin. Il suo regno fu caratterizzato da una scelta fondamentale, quella di farsi dio, accompagnata dall'inserimento nelle iscrizioni del dingir (il determinativo per le divinità) in capo al suo nome.
In un suo nome di anno (RTC 118 rev., ricostruito sulla base di nomi di anno dello stesso re, RTC 86, 87 e 124), Shar-kali-sharri, figlio di Naram-Sin, celebra una vittoria su una popolazione dei Monti Zagros, i Gutei, e sul loro re, Sharlak (Sarlag). Nello stesso testo, il re accadico dichiara di aver promosso la costruzione di due templi nella città di Babilonia. Il nome di anno recita così: «L'anno in cui Shar-kali-sharri pose [le fondamenta] [del] tempio di Anunitum [e del] tempio di Ilaba a Babilonia, e in cui sconfisse Sharlak, re di Gutium».
šar-kà-lí-šàr-ri

[uš-šì bī]t an-nu-ni-tim

[ù bī]t ìl-a-ba4

in KÁ.DINGIRki

iš-ku-nu

ù mšar-la-ak

šarri gu5-ti-imki

ik-mi-ù»
(RTC 118 nella traslitterazione di Ignace Jay Gelb, pubblicata in Lambert, p. 71.)
Questo nome di anno è la più antica menzione pervenutaci della città di Babilonia, nel testo indicata come KÁ.DINGIRki, che sarà poi una delle forme più comuni di scrittura del nome della città. Poiché babu in accadico significa 'porta' (KÁ in sumero) e ilu significa 'dio' (DINGIR in sumero), l'antico nome della città (Babilu o Babili) diede occasione per uno di quei giochi di parole di cui gli antichi erano soliti godere. Un dotto gioco di parole, poiché l'interpretazione del nome della città come "porta degli dèi" era giudicata una paretimologia. La forma originale del nome della città (Babbar o Babbir) avrà invece significato 'bianca', 'luminosa'. Il testo parla della costruzione di due templi, anche se spesso i re sumeri e babilonesi per 'costruzione' intendevano piuttosto 'restauro' o, al più, 'ricostruzione'. In ogni caso, il testo implica che in quel tempo ci fosse già un terzo tempio, dedicato alla divinità poliade di Babilonia, cioè Marduk.
Al regno di Shar-kali-sharri seguì un periodo di caos, che la Lista reale sumerica dipinge con emblematiche parole («chi era re? chi non era re?»). È il tramonto della dinastia accadica, che la tradizione attribuirà alle sortite dei Gutei.

## L'età neo-sumerica e la Terza dinastia di Ur

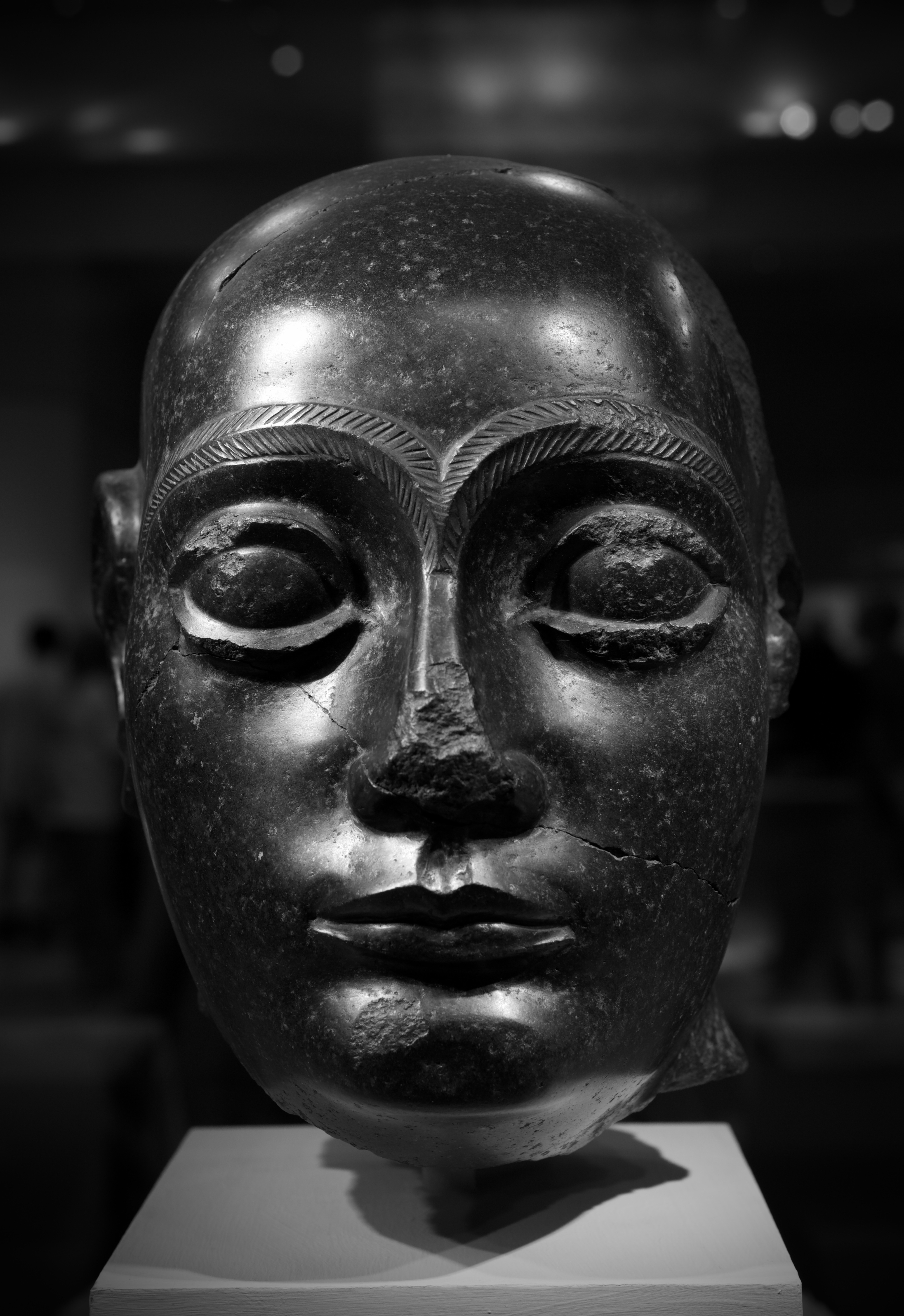
Testa dell'ensi Gudea, della Seconda dinastia di Lagash

Dopo Shar-kali-sharri (2217-2193 a.C.), l'ultimo importante re accadico, seguì un periodo di frammentazione politica. Conclusasi l'esperienza accadica e con l'emergere del dominio guteo, le città del paese di Sumer ottennero un nuovo spazio di manovra. Particolarmente rilevanti sono i testi letterari e le statue votive relativi a Gudea, che risulta il re sumerico più noto.
Bastò un singolo scontro militare perché le città-stato sumere si liberassero del giogo guteo: fu l'unico re della Quinta dinastia di Uruk, Utu-hegal (2120-2112), a sconfiggere i Gutei di Tirigan. Utu-hegal poté così ritagliarsi un potere egemonico su Sumer. Venne poi scalzato da Ur-Nammu (2112-2095), ensi di Ur (inizialmente per conto dello stesso Utu-hegal), che la Lista reale sumerica colloca in testa alla potente Terza dinastia di Ur (Ur III).

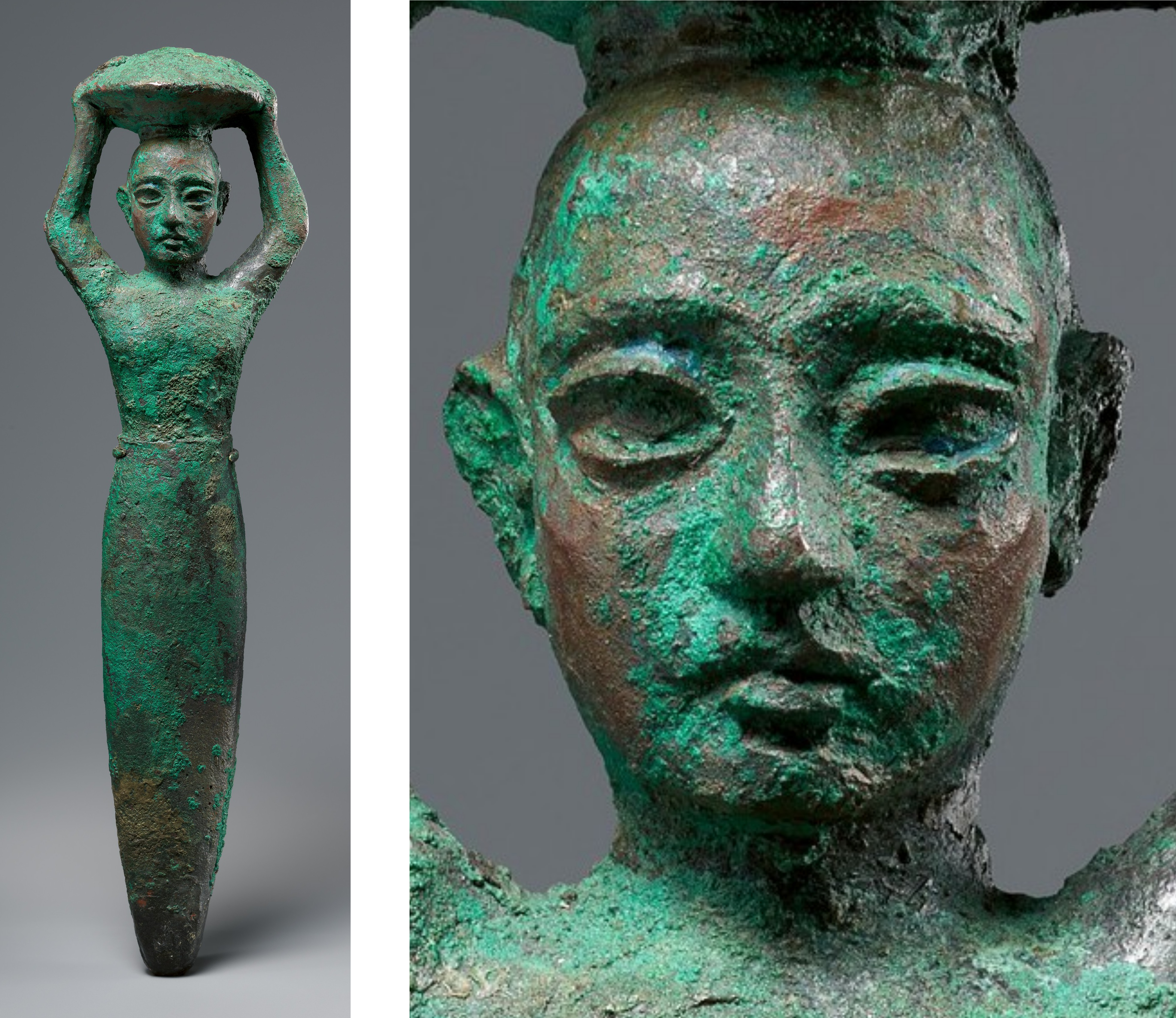
Il re Shulgi raffigurato in un chiodo di fondazione

A Ur-Nammu succedette il figlio Shulgi (2094-2047), il cui regno durò 47 anni e fu caratterizzato da un'intensa attività militare. Ciononostante, egli intrattenne rapporti pacifici con Mari. Obbiettivo delle sue iniziative militari era essenzialmente la difesa dell'Impero di Ur dai "barbari" montanari di lingua hurrita e la difesa delle vie commerciali classiche: verso Susa e l'altopiano iranico, verso l'Assiria e l'Anatolia a nord, e verso Mari e la Siria. Intorno alla metà del suo regno, Shulgi sviluppò una profonda riforma amministrativa, che peraltro già Ur-Nammu aveva avviato. Il monarca divise il paese di Sumer e Akkad (o "paese interno") in diverse province (poco più di venti) e in ciascuna pose un ensi (questo titolo significava ormai nulla più che 'governatore', anche se all'incarico venivano di norma destinati maggiorenti locali).
L'ultimo re della dinastia, Ibbi-Sin, ricevette il regno (o "impero") ancora intatto, considerato che un cinquantennio di pace interna e di omogeneizzazione amministrativa aveva reso il "paese interno" (Sumer e Akkad) un'entità etnicamente e culturalmente compatta, in cui Sumeri e Semiti coabitavano e gli unici nemici erano i barbari.

### Babilonia al tempo della Terza dinastia di Ur
Si sa molto poco della città di Babilonia nel III millennio; essa appare invece con una buona frequenza nei documenti amministrativi della Terza dinastia di Ur (2112-2004 a.C.). Sappiamo che a quei tempi essa era governata da un ensi e partecipava cospicuamente al sistema del bala, che prevedeva un servizio obbligatorio e periodico da parte delle diverse città, chiamate a sostenere economicamente la capitale con imposte.
Il termine sumero bala (in accadico palû) significava 'ruotare', 'girare'. Da questo significato originario di responsabilità condivisa e periodica nei confronti dell'economia della capitale, il termine finirà per indicare, nella Lista reale sumerica, la regalità e l'egemonia che passano di città in città, con il periodo di egemonia indicato come il bala di quella città. Nel Lamento per la distruzione di Sumer e di Ur, è riportata l'idea che a Ur fosse sì discesa la regalità, ma che alla città era stato affidato un bala non eterno e che anzi mai si era vista una tal cosa. Progressivamente, il termine assunse il significato di 'regno' e venne usato nelle liste cronologiche.
Più di 40 testi risalenti al periodo di Ur III e provenienti soprattutto da Puzrish-Dagan, ma anche da Umma e da Uru-sagrig, menzionano la città di Babilonia. La carica di ensi veniva talvolta trasmessa ai figli, com'è il caso degli ensi Issur-ilum e Abba, figli dell'ensi Itur-ilum.
| Ensi di Babilonia ai tempi della Terza dinastia di Ur | Ensi di Babilonia ai tempi della Terza dinastia di Ur |
| Ensi                                                  | Re                                                    |
| ----------------------------------------------------- | ----------------------------------------------------- |
| Itur-ilum                                             | Shulgi                                                |
| Issur-ilum                                            | Shulgi                                                |
| Abba                                                  | Shulgi                                                |
| Arshi-ah                                              | Shulgi e Amar-Sin                                     |
| Shiteli                                               | Amar-Sin                                              |
| Puzur-Tutu                                            | Ibbi-Sin                                              |

Nei testi, la città di Babilonia è indicata come KÁ.DINGIRki (come nel nome di anno di Shar-kali-sharri), KÁ.DINGIR.RAki (dove RA indica il caso genitivo) o KÁ-DINGIR-maki.

## Il Periodo di Isin-Larsa

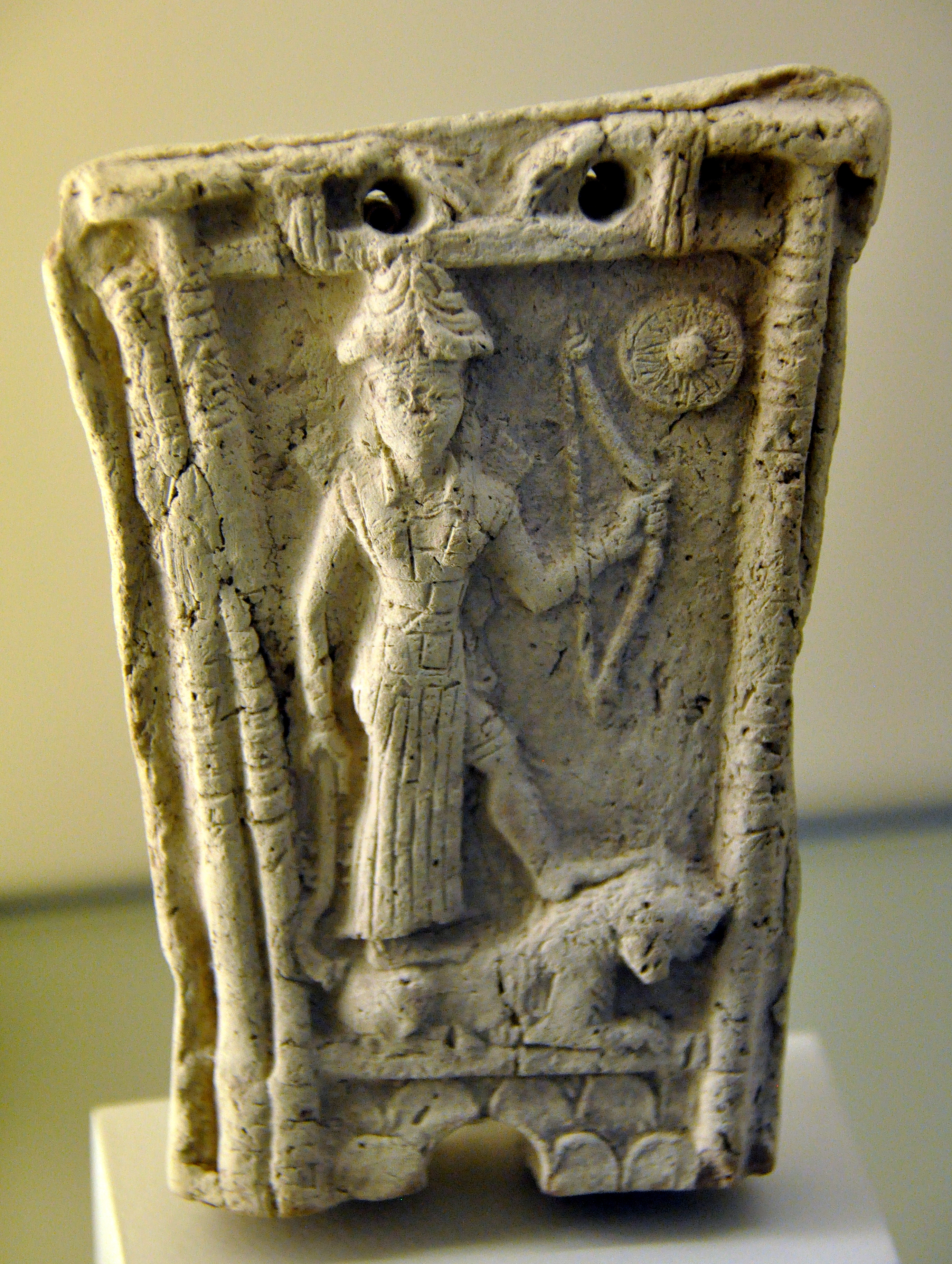
Raffigurazione paleo-babilonese della dea semitica Ishtar (Pergamon Museum, Berlino)

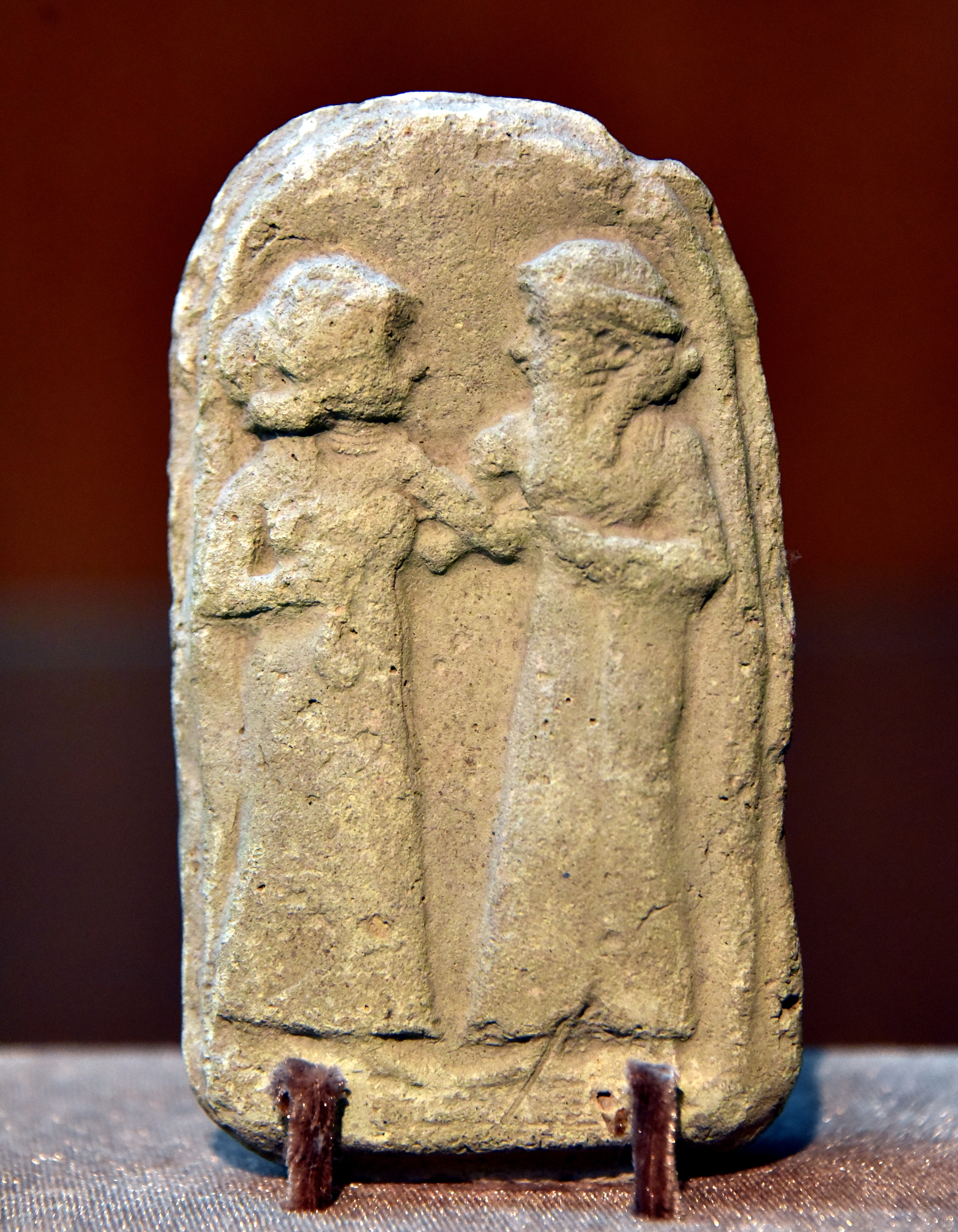
Bassorilievo paleo-babilonese da Ur, raffigurante una donna e un uomo (Sulaymaniyah Museum)

La caduta di Ur non determinò una immediata frammentazione politica. Nonostante la reciproca conflittualità tra città-stato, esse riconoscevano di far parte di un sistema in qualche modo comune, centrato intorno a Nippur, sorta di capitale religiosa, il cui controllo permetteva ad un sovrano di fregiarsi del titolo di Re di Sumer e Akkad (a prescindere dalla reale portata del suo potere). È in questa fase che si consolida l'idea di una regalità che passa di città in città e si sviluppa la Lista reale sumerica (o la si rimaneggia, se essa risale a Ur III).
I re della Prima dinastia di Isin cercarono di assorbire il trauma della caduta di Ur (ma anche altri elementi di discontinuità, come il passaggio dal sumerico all'accadico e il processo di amorreizzazione) attraverso un'ideologia della continuità con i re di Ur III (divinizzazione del re, titolatura, liste reali tese ad evidenziare la diretta successione).
A Larsa, dopo una serie di brevi regni, si affermò una dinastia che rimonta a Kudur-Mabuk, forse un elamita, che riuscì ad installare il figlio Warad-Sin sul trono. Alla morte di questi, il trono fu occupato dal fratello, Rim-Sin, cui spetta il primato del regno più lungo tra quelli attestati nella storia della Mesopotamia (1822-1763).

## La Dinastia amorrea
Dopo il crollo della Terza dinastia di Ur, la città di Babilonia poté instaurare una dinastia autonoma, centrata sull'elemento amorreo e per questo indicata come dinastia amorrea (o I dinastia babilonese). Gli Amorrei erano una popolazione semita seminomade che si era affacciata nella piana alluvionale già nel III millennio a.C. e che nel II millennio riuscì, dopo aver fatto propria la cultura accadica, ad imporre sui troni delle città-stato mesopotamiche alcuni suoi capi-tribù. I primi re amorrei di Babilonia (Sumu-abum, 1894-1881, e Sumu-la-El, 1880-1845) riuscirono ad istituire un regno che, seppur limitato agli immediati dintorni della città, pose le basi per il futuro dominio.

### Fonti
Hammurabi, figura chiave per l'affermarsi della città nell'area, fu il sesto re della dinastia. Prima di lui, Babilonia era un centro come altri, che controllava direttamente un territorio prossimo alle sue mura e forse influenzava qualche centro limitrofo, in un periodo in cui protagonisti della storia mesopotamica erano il cosiddetto "Impero dell'Alta Mesopotamia" (un effimero organismo statale messo in piedi da un capo tribale amorreo, Samsi-Addu), le città-stato amorree di Eshnunna e Mari, la città-stato di Larsa, con il suo re Rim-Sin, e l'Elam. Gli anni dal 1775 al 1760, cioè dal diciottesimo al trentaduesimo anno di regno di Hammurabi, sono il periodo meglio documentato dell'età paleo-babilonese, principalmente grazie al gran numero di lettere trovate negli archivi di Mari. La cronologia della Prima dinastia di Babilonia (o Dinastia amorrea) ci è comunque nota attraverso i dati forniti dalla Lista reale B (di epoca neo-babilonese), che indica i nomi dei re, la durata dei loro regni e il rapporto di parentela con i predecessori. Ci sono pervenute anche diverse liste di date relative alla Dinastia amorrea: si tratta di raccolte di nomi di anno, talvolta complete per un dato re, talvolta relative solo ad un certo periodo di regno di un dato re, talaltra a più re. Il più completo testo di questo genere è la Lista di date A: prodotta durante il 16º anno di regno di Ammi-saduqa, essa giunge alla fine del regno di Samsu-iluna, settimo re della dinastia e figlio di Hammurabi. La Lista di date F è più corta (va da Hammurabi al 17º anno di regno di Ammi-saduqa) e la Lista di date B ancora più breve (da Hammurabi al 10º anno di regno di Ammi-saduqa).

### Lista dei re della Dinastia amorrea
Segue l'elenco dei re della I dinastia di Babilonia secondo la cronologia media. I nomi di questi re sono amorrei, tranne quelli in corsivo, che sono accadici. Diverse etimologie dei nomi di questi re appaiono chiare. Ad esempio, il nome Sumu-la-El significherebbe 'prole certa del dio', mentre il nome Ammi-saduqa starebbe per 'il mio zio paterno è retto'. Più incerta è l'etimologia di Hammurabi: ammu dovrebbe stare per 'zio paterno' (come per Ammi-ditana o Ammi-saduqa), mentre la seconda parte è interpretabile sia come -rabi ('grande') sia come -rapi ('guaritore'). Gli studi più recenti tendono verso la forma Ammu-rapi ('il mio zio paterno è un guaritore'), ma per praticità ci si attiene poi alla forma tradizionale 'Hammurabi'. A prescindere da queste incertezze, è certamente notevole che l'onomastica dei re della I dinastia sia rimasta legata alle origini amorree fino alla fine.
| Re                 | accadico     | Inizio regno | Fine regno | Successione                                        |
| ------------------ | ------------ | ------------ | ---------- | -------------------------------------------------- |
| Sumu-abum          | Šumu-abum    | 1894         | 1881       | Primo re di Babilonia secondo le liste reali A e B |
| Sumu-la-el         | Šumu-la-el   | 1880         | 1845       | Successione non chiara                             |
| Sabium             | Sabūm        | 1844         | 1831       | Figlio di Sumu-la-el                               |
| Apil-Sin           | Apil-Sîn     | 1830         | 1813       | Figlio di Sabium                                   |
| Sin-muballit       | Sîn-muballit | 1812         | 1793       | Figlio di Apil-Sin                                 |
| Hammurabi          | Ḫammu-rāpi   | 1792         | 1750       | Figlio di Sin-muballit                             |
| Samsu-iluna        | Šamšu-iluna  | 1749         | 1712       | Figlio di Hammurabi                                |
| Abi-esukh (Abishi) | Abī-ešuḫ     | 1711         | 1684       | Figlio di Samsu-iluna                              |
| Ammi-ditana        | Ammi-ditāna  | 1683         | 1647       | Figlio di Abi-esukh                                |
| Ammi-saduqa        | Ammi-saduqa  | 1646         | 1626       | Figlio di Ammi-ditana                              |
| Samsu-ditana       | Šamšu-ditāna | 1625         | 1595       | Figlio di Ammi-saduqa                              |

### I primi re della Dinastia amorrea
La Lista reale babilonese indica in Sumu-abum il primo re della dinastia. Questi controllava già la città di Babilonia e Dilbat, e sconfisse Kazallu. Il figlio e successore Sumu-la-El conquistò definitivamente Kazallu, ma anche Kish, unificando il paese di Akkad. Si formò così il regno di Babilonia e centri come Sippar, Dilbat, Marad, oltre a Kish e Kazallu, divennero centri provinciali e tali resteranno. Babilonia divenne la nuova Akkad. Sumu-la-El riesumò le tradizioni sargoniche anche in direzione dell'annullamento dei debiti («ruppe le tavolette», secondo l'espressione dell'epoca), volendo così figurare come liberatore delle città conquistate.
Secondo altre interpretazioni (segnatamente quelle di Anne Goddeeris e Dominique Charpin), Sumu-abum era un importante capo amorreo, contemporaneo di Sumu-la-El, che mai avrebbe avuto Babilonia come propria capitale e che più tardi sarebbe stato posto artificialmente a capo della dinastia. Infatti, i vari re della I dinastia babilonese fanno riferimento a Sumu-la-El come proprio capostipite, mai a Sumu-abum; la Lista sincronica comincia con Sumu-la-El e non con Sumu-abum; una lettera del tardo periodo paleo-babilonese si riferisce al palazzo reale di Babilonia come al "palazzo di Sumu-la-El"; i nomi di anno che le liste attribuiscono a Sumu-abum non sono che doppioni di quelli di Sumu-la-El e di altri re dell'epoca. È solo ai tempi di Ammi-ṣaduqa che Sumu-abum viene collocato in testa alla dinastia, anche se non sono chiare le ragioni di tale manipolazione.
Non ci sono pervenute iscrizioni dei predecessori di Hammurabi.

### Hammurabi

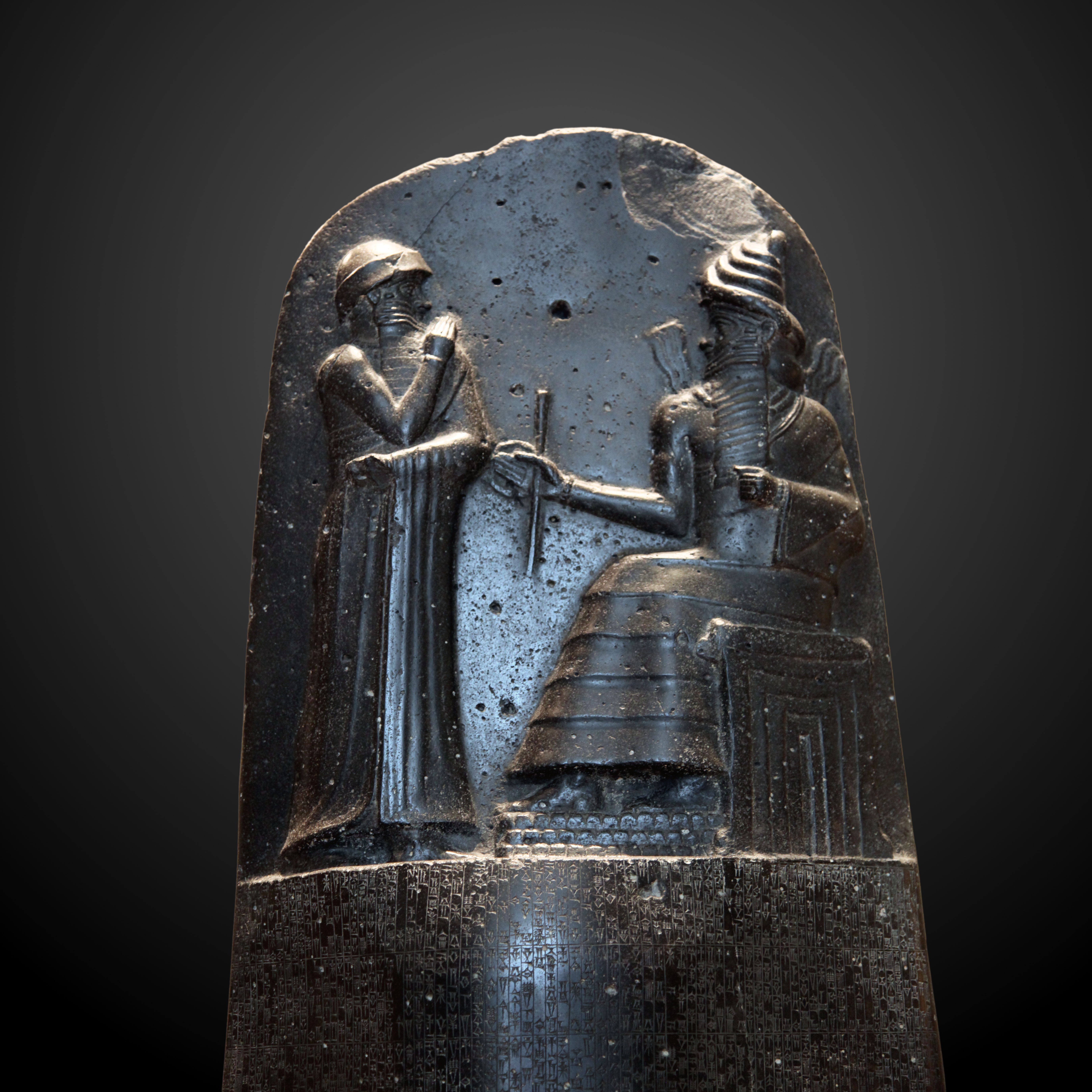
Parte superiore della stele che riporta il Codice di Hammurabi

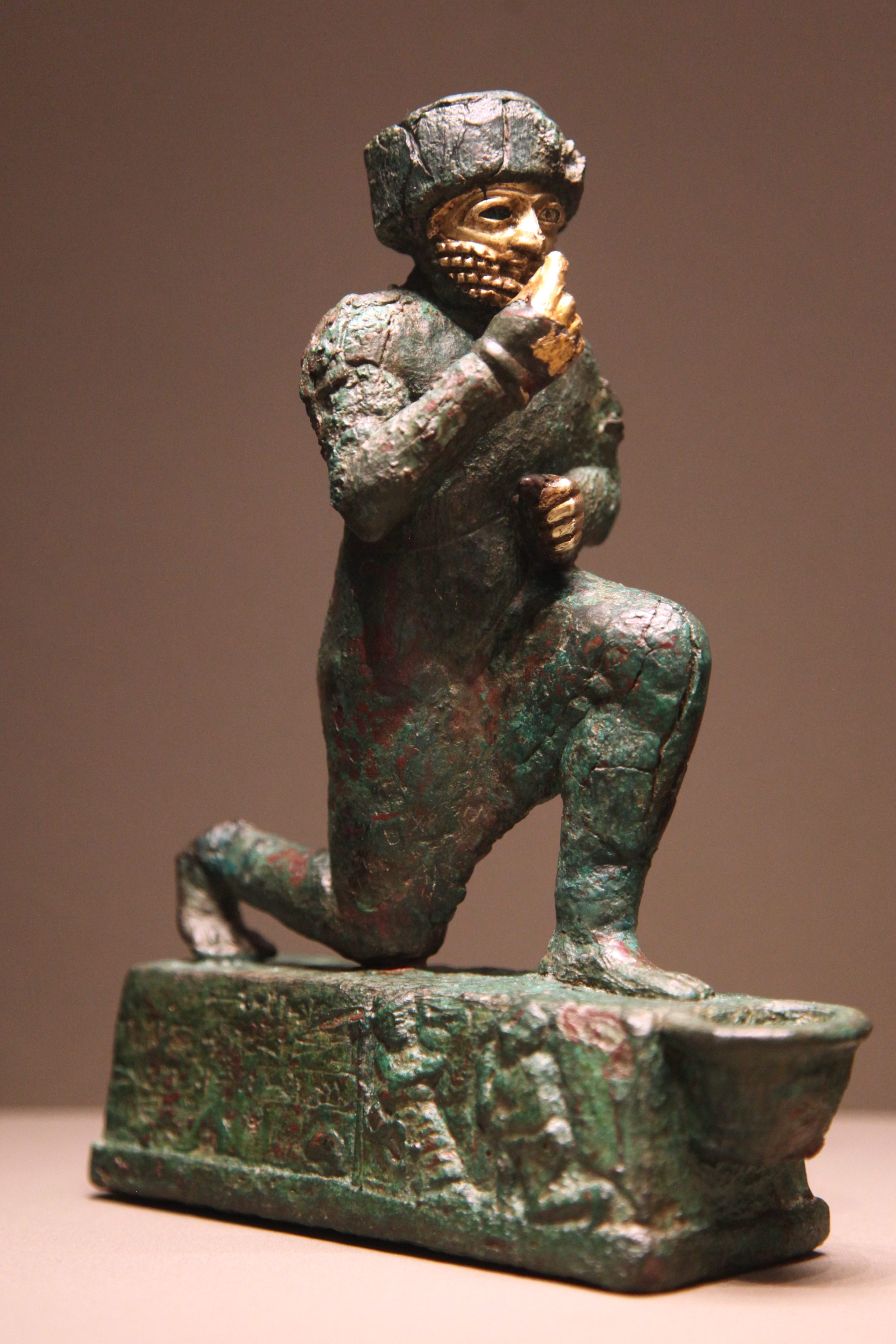
Il cosiddetto Adoratore di Larsa, statuetta dedicata al dio Martu da un cittadino di Larsa per la salvezza del re Hammurabi (Museo del Louvre, Parigi)

Gran parte del regno di Hammurabi fu caratterizzato da un'acuta conflittualità nell'area, che vide il sovrano muoversi in una rete assai mobile di alleanze. I suoi primi nomi di anno menzionano vari scontri con i potenti vicini dell'epoca (Rim-Sin di Larsa, l'amorreo Shamshi-Adad I in Alta Mesopotamia, Eshnunna), anche se il fulcro della sua attività consisté nello sviluppo architettonico interno (canali, fortificazioni ecc.). Fu solo nella parte finale del suo governo, cioè a partire dal suo trentunesimo anno, che Hammurabi mise a frutto la propria strategia diplomatica e il paziente lavoro di consolidamento, annettendo Larsa ed Eshnunna, sconfiggendo Mari (di cui aveva sfruttato le truppe quando Mari era sua alleata) e ingaggiando scontri con l'Assiria. Attesa la scomparsa di Shamshi-Adad e il tempo in cui Rim-Sin era ormai vecchio, in soli cinque anni, dal 1766 al 1761, Hammurabi unificò tutta la Mesopotamia meridionale. Gli sfuggì solo la Mesopotamia settentrionale, contro cui, nei successivi anni, organizzò due campagne, ma senza riuscire a stabilire un fermo controllo. A conclusione delle proprie imprese, Hammurabi poté fregiarsi del titolo di «Re che ha reso obbedienti le quattro parti del mondo».
Da un punto di vista ideologico, Hammurabi si proponeva come "buon pastore". Nel cosiddetto Codice di Hammurabi, egli si presenta così: «Io sono il pastore che porta la pace, il cui scettro è giusto. La mia ombra benevola si spande sulla mia città. Tengo la gente delle terre di Sumer e Akkad al sicuro sul mio grembo». Questa immagine del re pastore è una costante della retorica della I dinastia babilonese. Nell'iscrizione n. 7 di Hammurabi, che celebra l'edificazione di una fortezza, il re dichiara: «Ho raccolto le popolazioni disperse del paese di Sumer e Akkad. Ho installato per loro pascoli e specchi d'acqua. Li ho fatti pascolare nell'abbondanza e nella prosperità. Li ho collocati in luoghi tranquilli». Non si tratta di metafore bucoliche: la figura del "re pastore" va messa in relazione agli editti di mîšarum, cioè di remissione dei debiti. L'annullamento delle pretese dei creditori permetteva ai debitori in fuga di rientrare ai propri paesi d'origine.
Il Codice di Hammurabi non è di fatto esattamente un codice di leggi, quanto un'esaltazione del re come re di giustizia, che protegge le proprie genti. Del resto, nessuno dei molteplici documenti legali dell'epoca, tra cui in particolare le registrazioni di cause civili, fa riferimento alcuno al Codice di Hammurabi.
Il Codice di Hammurabi offre uno spaccato della popolazione dell'epoca (XVIII secolo a.C.), delineando tre "tipi" sociali:
- gli awilum erano uomini liberi, per lo più proprietari terrieri, ma anche contadini, che potevano essere asserviti per debiti senza per questo perdere il proprio status;
- i mushkenum erano dipendenti regi che offrivano i loro servigi al palazzo in cambio di protezione e non detenevano mezzi di produzione;
- i wardum erano schiavi che non potevano essere liberati.

Questa gerarchia sociale, da mettere in rapporto con il processo di "privatizzazione" della società mesopotamica sviluppatosi nel Periodo di Isin-Larsa, non è facilmente definibile. I mushkenum sono la categoria più oscura, dato che non è possibile chiarire quale fosse il grado effettivo di dipendenza. In generale, queste categorie non identificavano in maniera assoluta, dato che, ad esempio, un alto ufficiale era comunque uno schiavo in rapporto al re.

### Fine della Dinastia amorrea

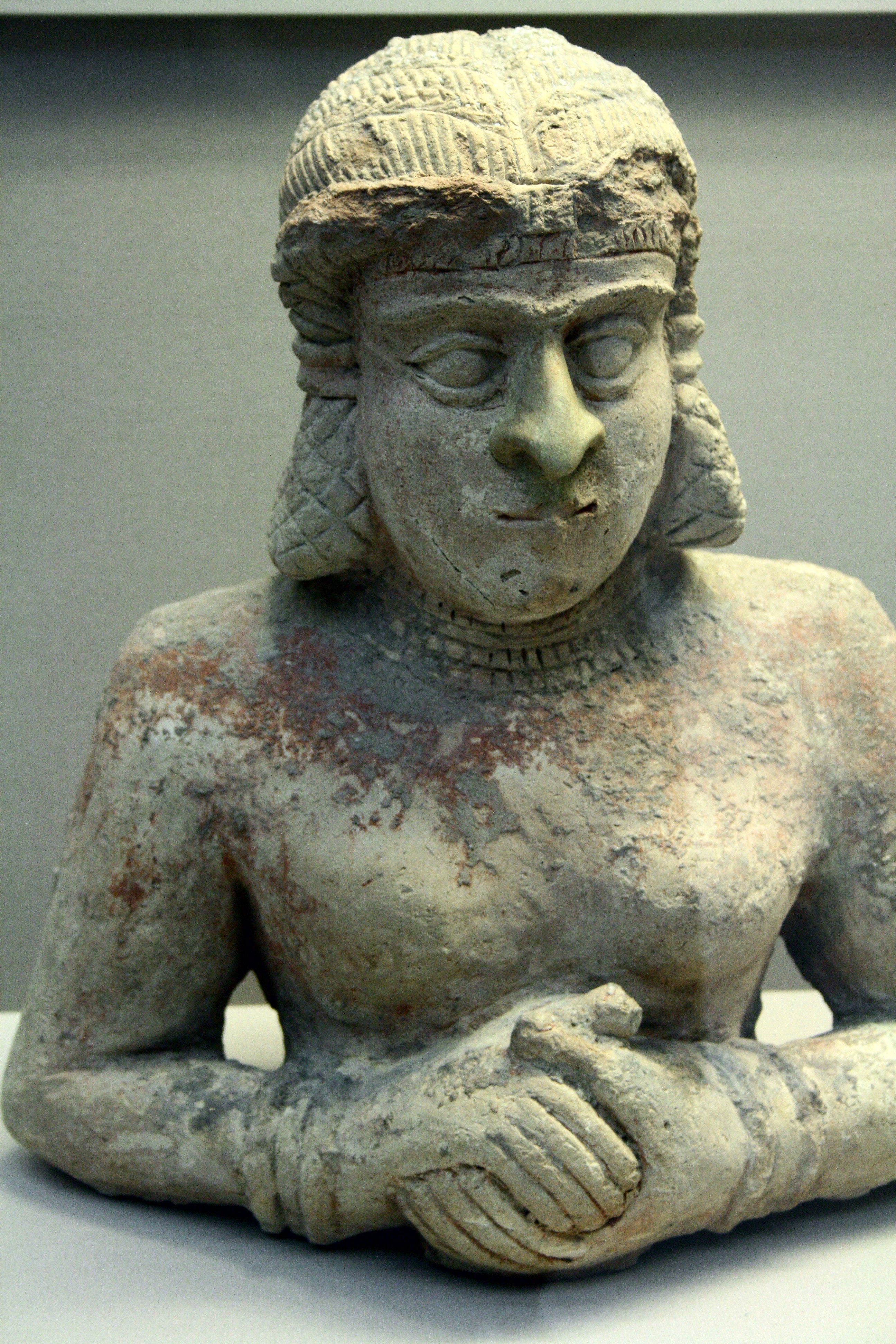
Statua paleo-babilonese in terracotta (British Museum)

Il processo di unificazione operato da Hammurabi mostrò segni di debolezza già con il successore, il figlio Samsu-iluna, costretto a contenere rivolte che finiranno per restringere l'area effettivamente controllata da Babilonia. In particolare, al nord la presa babilonese sui centri del medio Eufrate (Terqa e Mari) non fu sufficientemente forte da evitare la disgregazione. Terqa e Mari nell'area del futuro Regno di Khana (o Hana) si resero indipendenti, mentre nel "paese interno" cominciava la penetrazione di una popolazione montanara proveniente dagli Zagros, i Cassiti. Al sud, una rivolta di grandi proporzioni fu condotta da un uomo che si fece chiamare Rim-Sin, come il vecchio re di Larsa, e che riuscì a farsi nominare re di Larsa, Ur e Nippur. Un Rim-Anum si fece re a Uruk, ma poi passò dalla parte di Babilonia. Nel Paese del Mare, vari centri si spopolarono (tra problemi economici e forse ambientali). Nel decimo o undicesimo anno di regno di Samsu-iluna le città meridionali smisero di usare i suoi nomi di anno per datare i documenti. Nel suo trentesimo anno, Nippur e altre città della Babilonia centrale si liberarono del suo controllo.
È comunque in questo periodo che Babilonia si confermò unico centro politico dell'area, mentre il dio cittadino Marduk veniva elevato al colmo del pantheon babilonese. La I dinastia di Babilonia, nell'arco dei 150 anni successivi alla morte di Hammurabi, riuscirà a difendere il nucleo del regno, perdendo in particolare il sud, dove, intorno al 1720 a.C., si impose una poco conosciuta dinastia, individuata dalla Lista reale babilonese come I dinastia del Paese del Mare. Questa dinastia s'impadronì di alcune città meridionali, ma l'area piombò in breve in un'età oscura. Proprio lo spopolamento della Babilonia centrale e meridionale ha contribuito in modo decisivo alla preservazione di moltissimi manoscritti contenenti copie dei testi letterari sumeri a noi pervenuti.
In ultima analisi, dunque, l'unificazione operata da Hammurabi riguarderà concretamente solo il territorio già oggetto di unificazione con la III dinastia di Ur, il cosiddetto "paese interno", ma al contempo metterà fine in quell'area a qualsiasi velleità delle precedenti città-stato di rappresentare un potere autonomo: esse finirono per rappresentare solo sedi provinciali di un potere unitario, centrato su Babilonia. Fu in questa fase che si formò l'idea di un "Paese di Babilonia", che comprendeva in sé le antiche regioni di Sumer e Akkad.
La fine della I dinastia babilonese (e del cosiddetto periodo paleo-babilonese) non sopraggiunse come risultato della crisi interna, ma da un fattore esterno: gli Ittiti, un popolo indoeuropeo, presente in Anatolia almeno dal XVII secolo, si spinsero sulla Siria e fino alle coste palestinesi; il re ittita Muršili I abbatté il Regno di Yamkhad e nel 1595 a.C. conquistò Babilonia, distruggendola e sottraendo la statua del dio Marduk, essenziale per le funzioni di culto. In un primo tempo, forse, la I dinastia del Paese del Mare prese il controllo di Babilonia, ma poi si impose una Dinastia cassita. Le fonti per questa fase sono scarse e quando riappaiono, nel XV secolo, il panorama è cambiato del tutto. Si apre dunque una età oscura, che per A. Leo Oppenheim durerà anche più a lungo, fino a Burna-Buriaš II, diciannovesimo re della successiva dinastia, la Dinastia cassita.

## L'età oscura: Cassiti e Hurriti
All'inizio del XVI secolo a.C., tutto il Vicino Oriente piombò in una fase oscura, caratterizzata dall'arretramento delle aree urbanizzate fino a livelli che non si vedevano dal 3000 a.C. Ciò determinò anche il dissolversi del potere centrale e delle corti, e un assottigliarsi delle fonti documentali. Gli studiosi non sono in grado di attribuire una durata univoca a questa età oscura. Coloro che ravvisano maggiore continuità tra la prima e la seconda metà del II millennio a.C. tendono ad attribuirle una durata inferiore. Lo studioso belga Marc Van De Mieroop, ad esempio, stima un centinaio di anni.
Sia come sia, in questo iato si produssero modificazioni di grande momento per i secoli successivi, in particolare l'ascesa di due nuovi gruppi etnici, i Cassiti al sud e i Hurriti al nord. Di queste popolazioni si ha traccia già in precedenza, ma solo durante questa età oscura esse riuscirono ad ottenere preminenza politica.
Onomastica cassita è rintracciabile nel Vicino Oriente antico almeno dal XVIII secolo a.C. I Cassiti avevano un'organizzazione tribale e abitavano soprattutto l'area di confine tra le steppe e i terreni agricoli. Come già altre popolazioni seminomadi del passato (Gutei e Amorrei), quando i Cassiti vengono registrati dalle fonti appaiono già ben integrati nel paesaggio agricolo e urbano della Mesopotamia meridionale, ma la regione in cui potrebbero essersi inizialmente imposti è quella del medio Eufrate (un re dal nome cassita fu sovrano di Khana).
È possibile che Samsu-ditana abbia regnato ancora qualche anno dopo l'incursione di Muršili I: i Cassiti si affermarono in questa fase di estrema debolezza e frammentazione del regno babilonese, ma si erano già inseriti fin dai tempi di Samsu-iluna.
Onomastica hurrita era invece presente in Siria e in Palestina fin dalla metà del III millennio a.C. e sovrani hurriti sono noti fin dal periodo paleo-accadico. Rimane traccia di un Regno di Urkesh e Nawar, così chiamato dal nome di due città sul Grande Khabur, con a capo Atal-shen. Sono poi noti molti re con nomi hurriti per l'inizio del II millennio e l'onomastica hurrita sembra espandersi anche per la popolazione comune, dagli Zagros al Mediterraneo. Le spinte hurrite verso sud potrebbero avere prodotto movimenti di popoli verso l'Egitto (Hyksos).
Questa penetrazione hurrita potrebbe essersi prodotta in corrispondenza del crollo del Regno dell'Alta Mesopotamia di Shamshi-Adad I, portando forse con sé innovazioni tecnologiche che sono di norma associate agli Indoeuropei (anche avendo in mente il successivo regno hurrita di Mitanni, sorto all'inizio del XV secolo a.C.), anche se la lingua hurrita non è di per sé indoeuropea. Tra queste innovazioni, la più importante è l'uso in guerra del carro e del cavallo.